# Martin J. Oberman

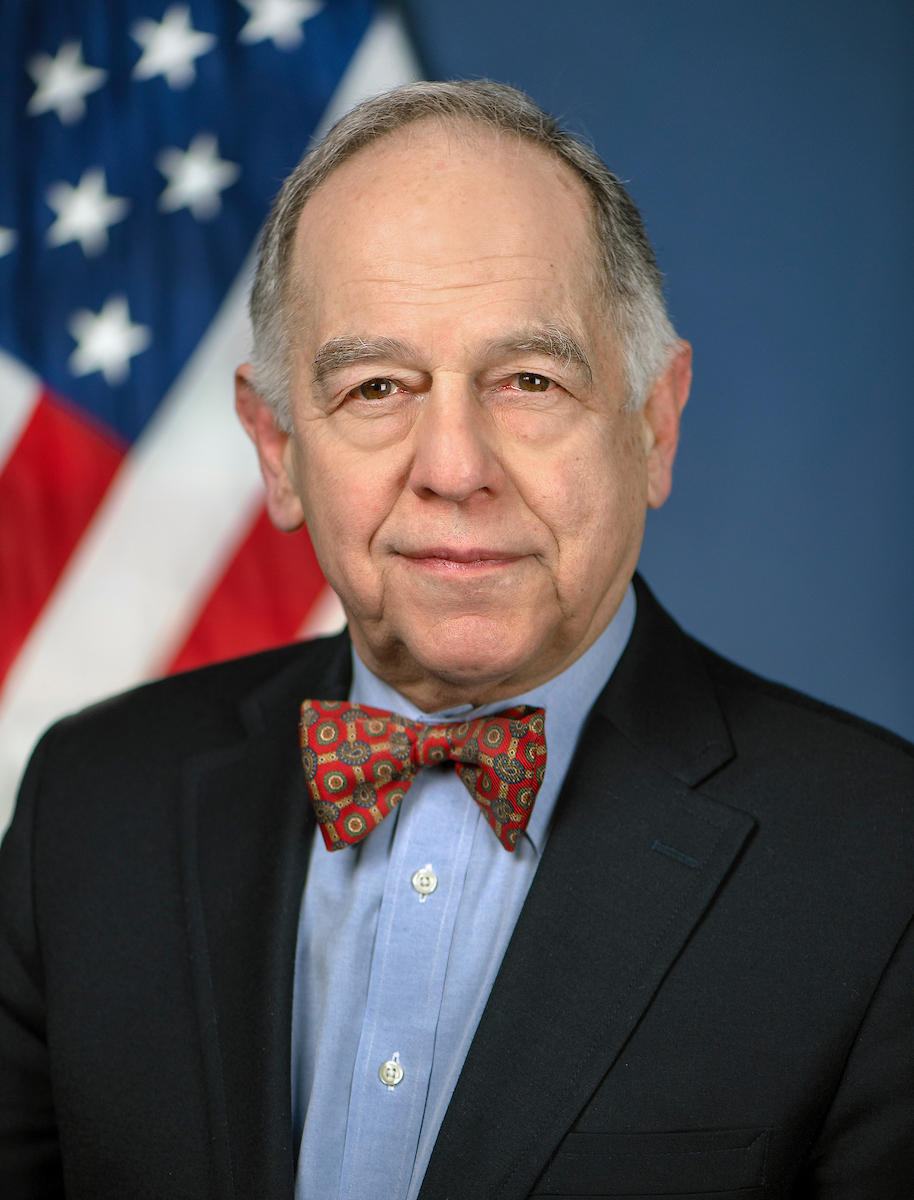
Martin J. Oberman

Martin Jay Oberman (geboren am 23. April 1945 in Springfield, Illinois) ist ein amerikanischer Jurist und ein ehemaliges Mitglied der amerikanischen Regulierungsbehörde Surface Transportation Board.

## Leben
Im Alter von 13 Jahren war er Page im Repräsentantenhaus der Vereinigten Staaten und lernte an der Capital Page School sowie daheim an der Butler Grade School und der Springfield High School. 1962 schloss er die schulische Ausbildung an der Culver Military Academy ab. Anschließend studierte er an der Yale University und erlangte 1966 den B. A. An der University of Wisconsin studierte er Rechtswissenschaften und erhielt 1969 den Abschluss als Juris Doctor.
Danach arbeitete er bis 1972 in der Rechtsanwaltskanzlei Leibman, Williams, Bennett, Baird and Minow. In diesem Jahr wurde er General Counsel (oberster Rechtsberater) am Illinois Racing Board. Während seiner Amtszeit untersuchte er mehrere Betrugs- und Korruptionsfälle.
Von 1975 bis 1987 war der Demokrat Oberman Stadtrat (Alderman) für den 43. Wahlkreis in Chicago. Er war ein Unterstützer des ersten afroamerikanischen Bürgermeisters Harold Washington (1983–1986). Von 1987 bis 1988 war er Chairman der Shore Protection Commission. Seit 1989 ist er in der eigenen Kanzlei als Anwalt tätig. In den Jahren 1981, 1986 und 1994 bewarb er sich erfolglos um die Wahl zum Attorney General von Illinois.
Von 2013 bis 2017 war er Mitglied des Aufsichtsrates der viertgrößten amerikanischen Nahverkehrsgesellschaft, der Chicagoer Metra. Ab 2014 leitete er dieses Gremium.
Im Juli 2018 wurde er von Präsident Donald Trump für den Sitz von Daniel R. Elliott III. in der Regulierungsbehörde Surface Transportation Board für die Zeit bis zum 31. Dezember 2018 und daran anschließend bis zum 31. Dezember 2023 nominiert. Die Bestätigung erfolgte am 2. Januar 2019 gemeinsam mit dem republikanischen Kandidaten Patrick J. Fuchs. Am 21. Januar 2021 wurde er von Präsident Joe Biden zum Vorsitzenden der Behörde ernannt. Mitte November 2023 gab er bekannt, nicht mehr für eine erneute Nominierung zur Verfügung zu stehen und das Amt im Laufe des Jahres 2024 aufzugeben. Am 10. Mai 2024 trat er schließlich zurück. Nachfolger als Vorsitzender der STB wurde Robert E. Primus.
Martin J. Oberman ist verheiratet und hat zwei Kinder.